# Krokvattnet (Silleruds socken, Värmland, 658224-130456)
Krokvattnet är en sjö i Årjängs kommun i Värmland och ingår i Göta älvs huvudavrinningsområde. Sjön har en area på 0,148 kvadratkilometer och ligger 200,2 meter över havet. Sjön avvattnas av vattendraget Älgåbäcken.

## Delavrinningsområde
Krokvattnet ingår i det delavrinningsområde (658259-130397) som SMHI kallar för Utloppet av Bysjön. Medelhöjden är 173 meter över havet och ytan är 10,63 kvadratkilometer. Det finns inga avrinningsområden uppströms utan avrinningsområdet är högsta punkten. Älgåbäcken som avvattnar avrinningsområdet har biflödesordning 4, vilket innebär att vattnet flödar genom totalt 4 vattendrag innan det når havet efter 255 kilometer. Avrinningsområdet består mestadels av skog (72 procent). Avrinningsområdet har 1,32 kvadratkilometer vattenytor vilket ger det en sjöprocent på 12,4 procent.